# Correspondente Vemag
O Correspondente Vemag foi um telejornal dirigido por Walter Clark e exibido pela TV Rio de 1957 até 1960, substituindo o Informativo 13 que já era apresentado por Léo Batista e era patrocinado pela Panair do Brasil, aumentando o tempo do telejornal da noite de dez para trinta minutos, sendo o primeiro telejornal a fazer frente ao Repórter Esso da TV Tupi Rio de Janeiro.

## Referência
- https://web.archive.org/web/20100726124222/http://www.museudatv.com.br/historiadasemissoras/tvrio.htm
- http://www.jornaldamidia.com.br/noticias/2007/07/12/Especial/Leo_Batista_lenda_viva_do_radio_e.shtml